# Гузенко, Игорь Сергеевич
Игорь Сергеевич Гузе́нко (13 [26] января 1919, Рогачёво, Московская губерния — 25 июня 1982, Миссиссога, Канада) — советский агент ГРУ СССР, перебежчик.
В годы Второй мировой войны Гузенко был внедрён в посольстве СССР в Оттаве, Онтарио, Канада, где работал шифровальщиком. 5 сентября 1945 года, через три дня после окончания войны, похитил и позже передал канадским властям секретные документы с данными советской агентуры, раскрыв западным спецслужбам существование советской шпионской сети в Канаде, США и Великобритании.
В Канаде «Дело Гузенко» часто причисляют к событиям, положившим начало холодной войне, сыграв важную роль в изменении отношения западных стран к своему военному союзнику. Канадский историк Джек Гранатштейн заявил, что это было «началом холодной войны для общественного мнения», а журналист Роберт Фулфорд написал, что он «абсолютно уверен, что холодная война началась в Оттаве». В 2002 году «Дело Гузенко» признано событием национального исторического значения Канады.

## Биография
Родился 26 января (13 января по старому стилю) 1919 года в селе Рогачёво близ Дмитрова Московской губернии, он был младшим из четырёх детей. Старший брат (тоже Игорь, Гузенко назван в память о нём), родившийся в 1917 году, умер в годовалом возрасте от недоедания. Отец воевал в гражданскую войну на стороне большевиков, рано умер от тифа. Мать — школьная учительница математики. Столкнувшись с перспективой смерти от голода своего второго ребёнка, мать решила отдать сына на попечение своей матери Екатерины Андреевны Фильковой в село Семион, где он прожил 7 лет. Позже мать отвезла Игоря к родственникам в Ростов-на-Дону, а сама по распределению получила работу в селе Верхне-Спасское, после чего перевелась в Москву и через некоторое время забрала всех детей. Игорь Гузенко поступил в пятый класс в школу им. Максима Горького неподалёку от автозавода имени Сталина.
Гузенко проводил много времени в Ленинской библиотеке, где готовился к поступлению в ВУЗ, после чего поступил в Московский архитектурный институт. Во время учёбы в институте в 1942 году в Ленинской библиотеке он познакомился со своей будущей женой Светланой. Благодаря высокой успеваемости его направили в Военно-инженерную академию им. В. В. Куйбышева, где в течение года он проходил подготовку в качестве шифровальщика, окончил её в звании лейтенанта. Был призван в Красную армию. Служил в центральном аппарате ГРУ Красной армии (апрель 1942 — лето 1943). Гузенко работал под руководством полковника ГРУ, военного атташе СССР в Канаде — Николая Заботина.
В июне 1943 года Гузенко прибыл в Оттаву, Канада для работы в посольстве СССР, это была его первая зарубежная миссия. В октябре к нему присоединилась его беременная супруга. В связи с возросшей нагрузкой на персонал, cемья Гузенко получила редкую возможность жить вне посольского комплекса, где жили семьи большинства сотрудников. Гузенко разрешили жить в квартире в городе вместе с канадскими семьями.
В сентябре 1944 года, Гузенко узнал, что его семья должна отправиться домой в Москву. Его руководитель Заботин попросил отсрочку. Не желая возвращаться в СССР, будучи недовольным качеством жизни и политикой Советского Союза, он решил стать перебежчиком. В качестве примера свобод, который Гузенко вспоминает в своих показаниях, он упоминает поразившие его выборы в Канаде 1945 года, тогда как в СССР не было свободных выборов и приходилось выбирать из одного кандидата.
5 сентября 1945 года, спустя два дня после окончания Второй мировой войны, в Оттаве 26-летний Гузенко вышел из посольства, неся с собой портфель с советскими кодовыми книгами и материалами для дешифровки, общее количество документов — 109.
В своих показаниях Гузенко вспоминает, что хотел сначала обратиться в Королевскую канадскую конную полицию (КККП), потому что знал, что там нет советских агентов военной разведки, но он не был уверен, что там нет агентов НКВД. Тогда он обратился в газету Ottawa Journal, но, дойдя до главного редактора, не решился сделать заявление. Позже Гузенко всё же вернулся в редакцию, но главного редактора уже не было на рабочем месте, а ночной редактор газеты не решился взять ответственность и предложил ему обратиться в Министерство юстиции, но когда Гузенко туда пришёл, там никого не было.

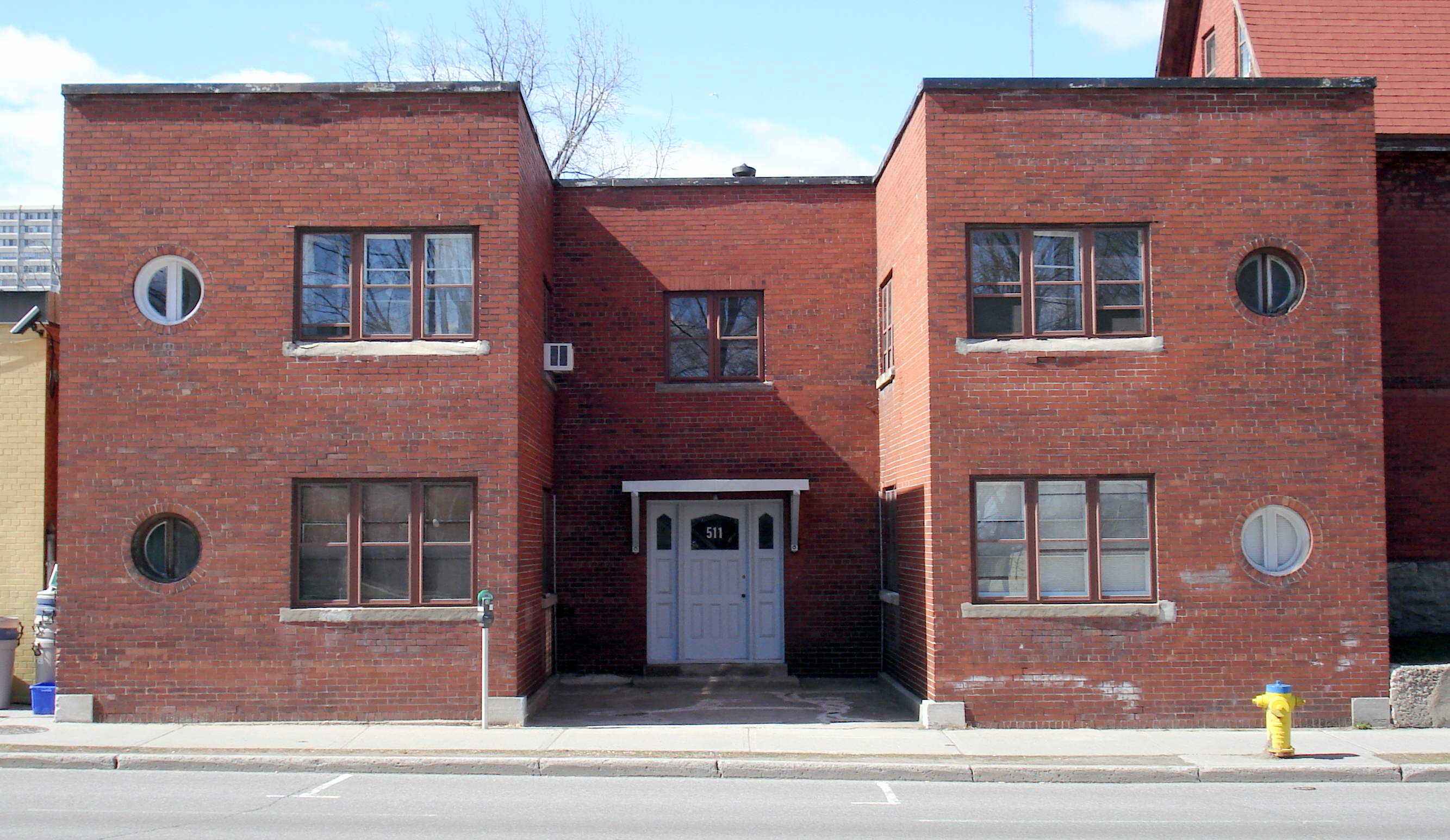
Квартира Гузенко на Сомерсет-стрит (справа вверху, лицом к улице) в 2007 году

На следующее утро он вместе с женой и ребёнком вернулся в Министерство юстиции и попросил встречи с министром, прождав несколько часов он так и не смог получить её. После этого вернулся в газету и поговорил с репортёром Элизабет Фрейзер, которая посоветовала ему обратиться в бюро по натурализации. Позже в тот же день Гузенко подал заявление на получение канадского гражданства.
К полудню следующего дня о Гузенко стало известно канадскому правительству, и 6 сентября премьер-министр Канады Маккензи Кинг был проинформирован об инциденте, что позже заставило его созвать Королевскую комиссию для расследования шпионажа в Канаде. Той ночью Гузенко и его семья остановились у соседей. Незадолго до полуночи четверо мужчин из советского посольства (Павлов, Рогов, Ангелов и Фарафонтов) ворвались в квартиру на Сомерсет-стрит в поисках Гузенко и его документов. Быстро прибыла полиция Оттавы, затем КККП и сотрудники министерства международных дел Канады.

7 сентября 1945 года Гузенко смог передать документы властям Канады и дал показания КККП. Документы представляли собой переписку резидента ГРУ полковника Николая Заботина (ранее уехал из Канады) с агентурой, внедрённой в разработку атомного оружия. 

Гузенко на телевидении в 1966 году

Игоря Гузенко с семьёй в целях обеспечения их безопасности вывезли из Оттавы, а сообщённую им информацию стали систематизировать и анализировать. Семья провела два года под охраной в Camp X, сверхсекретном центре подготовки шпионов в Ошаве, где родился их второй ребёнок.
Мать Гузенко погибла в тюрьме НКВД на Лубянке под следствием. Гузенко всегда предполагал, что его сестра Ирина, которая работала архитектором, тоже погибла в результате его побега. Однако по записям 1956 года она вышла замуж и жила в Челябинске. В этом городе оказался и его брат, Всеволод, который, как считал Игорь, погиб на войне. Отец, мать и сестра Светланы Гузенко получили по 5 лет лишения свободы. Дочь сестры Светланы, Татьяна, была отправлена в детский дом.
Семью Гузенко поселили в пригороде Торонто, предоставив в собственность двухэтажный особняк с охранником. Они сменили имена и фамилию, жили скрытно, выдавая себя за чехословацких иммигрантов. Их старшая дочь Эвелин, которая родилась в конце 1945 года, рассказывала, что отец с матерью «были очень осторожны… Они не надеялись, что смогут прожить хотя бы три дня после того, как отец передал правительству секретные документы». Своим детям Игорь и Светлана «запрещали говорить с незнакомцами на улице, не разрешали приглашать в дом малознакомых людей».
До своей смерти в 1982 году Игорь Гузенко зарабатывал на написании книг и продаже своих картин. Начиная с 1966 года Гузенко появлялся на канадском телевидении для рекламы своих книг и высказывания претензий к КККП, всегда с накинутым на голову капюшоном.

## Дело Гузенко
29 сентября[уточнить] премьер-министр Канады Маккензи Кинг отправился в Вашингтон для встречи с президентом США Гарри Трумэном, в ноябре[уточнить] Элизабет Бентли выдала шпионскую сеть в Вашингтоне и Нью-Йорке.
История Гузенко оставалась тайной в течение пяти месяцев, пока проводилось расследование деятельности подозреваемых шпионов, названных в документах, большинство из которых были государственными служащими. 3 февраля 1946 года американский журналист Дрю Пирсон, обозреватель газеты The Washington Post, поведал общественности о шпионском скандале. Советский шпионаж Пирсон назвал частью плана Москвы по захвату власти над миром. Он утверждал, что Гузенко назвал имена 1700 советских агентов в Северной Америке.
13 февраля Гузенко дал показания Королевской комиссии, 15 февраля начались аресты подозреваемых. Из Лондона прислали двух сотрудников контрразведки MI5. Они приняли участие в допросах вместе с представителями американского ФБР. 5 марта арестован британский физик Алан Нанн Мэй, который признан виновным в передаче Советскому Союзу секретов атомных исследований Великобритании и США; Уинстон Черчилль произносит фултонскую речь.
В результате «Дела Гузенко» было арестовано 26 человек, которые привели к осуждению 10 советских агентов, собиравших на Западе «атомные секреты» США. Например, была арестована Кай Уиллшер («Элси»), заместитель архивариуса британского посольства в Канаде, также Фред Роуз, член парламента от коммунистов, был осуждён за шпионаж в пользу СССР и приговорён к шести годам заключения. Как пишет Павел Евдокимов, в СССР комиссия по разбору предательства Гузенко признала виновным Заботина.
Одним из результатов дела Гузенко стало составление в Канаде списка PROFUNC, который оставался в силе до 1980-х годов.
Показания Гузенко объёмом в 6 000 страниц были обнародованы в 1981 году.

## Личная жизнь
Супруга — Светлана (домашнее имя — Анна) Борисовна Гузенко (Гусева), родилась 25 декабря 1923 года в Самарканде в семье инженеров-строителей. Отец Анны был строителем московского метро. Игорь Гузенко познакомился с ней во время учёбы в МАрхИ в 1942 году, свадьба состоялась вскоре после знакомства. Когда в 1943 году семья оказалась в Канаде, Светлана Гузенко не владела английским языком. Светлана опубликовала книгу о своей ранней жизни «До Игоря: воспоминания о моей советской юности». Светлана Гузенко умерла от рака поджелудочной железы 4 сентября 2001 года, её прах был захоронен в могилу мужа.
У Гузенко было 8 детей, все они родились в Канаде. Дети Гузенко думали, что язык, на котором разговаривают их родители дома — чешский, поддерживали Чехословакию в хоккейных матчах. Правду о истории своей семьи они обычно узнавали от родителей в возрасте 16-18 лет.

## Смерть

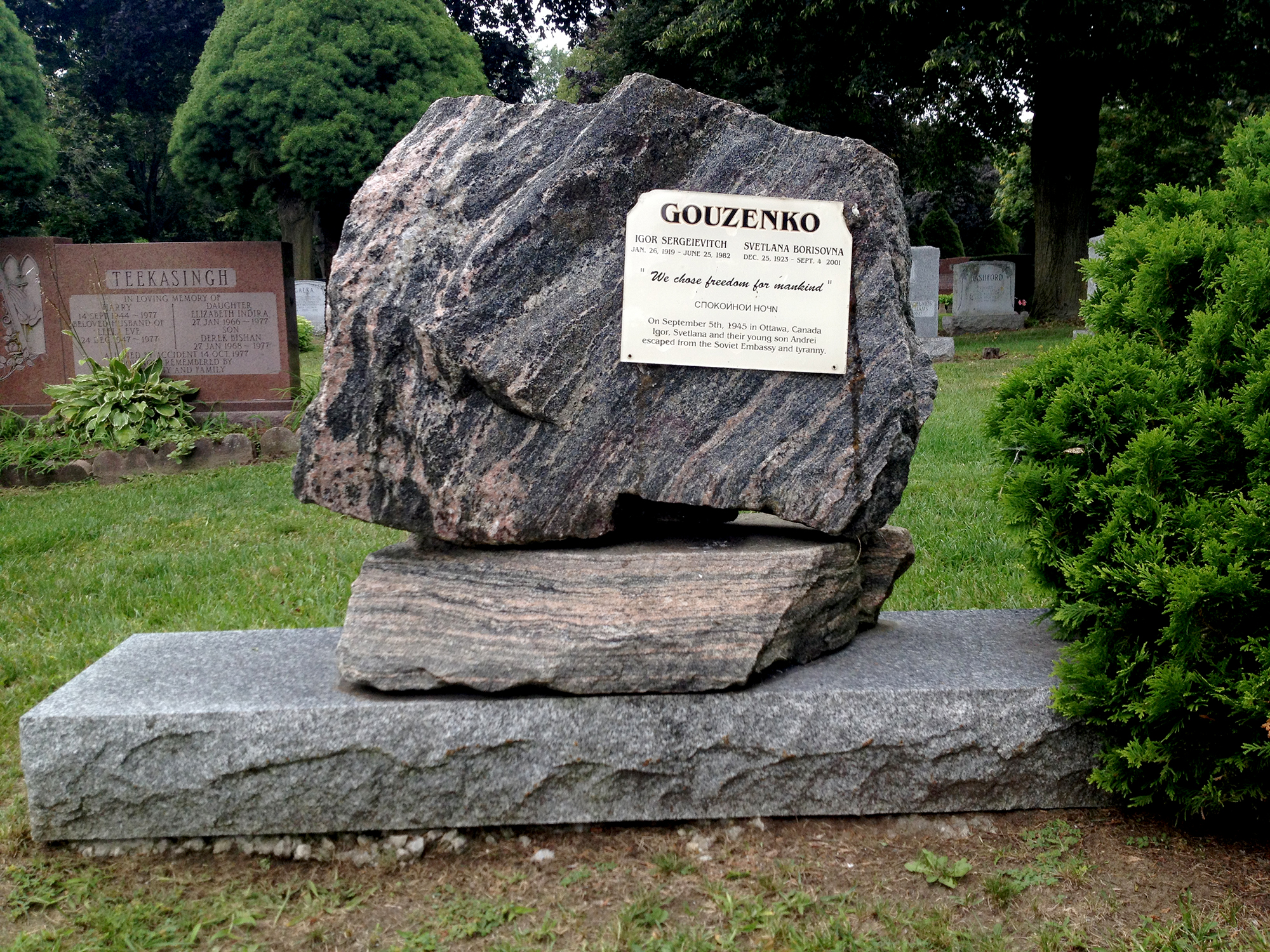
Надгробие Игоря Гузенко на кладбище Спринг Крик в Миссиссоге, Онтарио, Канада

В июне 1982 года правительство Канады выпустило специальное коммюнике, в котором информировало, что советский перебежчик Игорь Гузенко скончался в возрасте 63 лет «вследствие естественных причин»; при этом ни точная дата, ни причина смерти, ни место погребения названы не были. The New York Times сообщала, что Гузенко страдал слепотой в течение последних пяти лет жизни. По сообщениям СМИ, причиной смерти стал сердечной приступ.
Могила была безымянной до 2002 года, когда члены семьи установили надгробие. Дата смерти Игоря Гузенко, указанная на надгробии — 25 июня 1982 года.

### Память
В 2002 году на надгробном камне была установлена металлическая плита с надписью «5 сентября 1945 года в Оттаве, Канада, Игорь, Светлана и их малолетний сын Андрей бежали из советского посольства и от тирании» (англ. «On September 5th, 1945 in Ottawa, Canada Igor, Svetlana and their young son Andrei escaped from the Soviet Embassy and tyranny»).
В 2002 году федеральный министр по делам наследия Шейла Коппс объявила «Дело Гузенко» событием национального исторического значения. В июне 2003 года город Оттава и в апреле 2004 года федеральное правительство Канады установили в парке Дандональд мемориальные доски в память о советском перебежчике. Именно из этого парка агенты КККП вели наблюдение за квартирой Гузенко на другой стороне Сомерсет-стрит в ту ночь, когда люди из советского посольства пришли искать Гузенко. История процесса лоббирования на двух уровнях власти с целью открытия исторических мемориальных досок описана в книге Эндрю Кавчака «Вспоминая Гузенко: борьба за честь героя холодной войны» (2019).

## В популярной культуре
История Гузенко стала основой для фильма «Железный занавес», снятого в 1948 году режиссёром Уильямом Уэллманом по сценарию Милтона Кримса с Дэной Эндрюсом и Джин Тирни в ролях Игоря и Анны Гузенко, выпущенного компанией 20th Century Fox. Сообщается, что Гузенко получил $75 000 за права на экранизацию. Выход фильма сопровождался критикой со стороны СССР, 21 февраля 1948 года в газете «Культура и жизнь» вышла критическая статья авторства Ильи Эренбурга. В фильме использовалась музыка советских композиторов — Шостаковича, Прокофьева, Хачатуряна и Мясковского. Дмитрий Шостакович подал на компанию 20th Century Fox в суд, но проиграл дело, так как по советским законам его произведения уже перешли в общественное достояние.
Другая киноверсия «дела Гузенко» была снята под названием «Операция „Розыск“» в 1954 году, режиссёр Джек Александер, сценарий Пола Монаша, в ролях Гарри Таунс и Ирья Йенсен, выпущена компанией United Artists. Сам Игорь Гузенко появляется в эпилоге фильма с накинутым на голову капюшоном.
Театр Passe Muraille в Торонто в декабре 1992 года поставил спектакль «Голова в мешке», комедию о холодной войне. Пьесу написал и поставил Банута Рубесс, который также сыграл Гузенко. «Рубесс, которому эффективно помогает неуклюжее исполнение главной роли Оливером Деннисом, изображает Гузенко как незадачливого недотёпу, которому едва удаётся раскопать документы», — написал театральный критик Toronto Star Вит Вагнер в рецензии на спектакль.